# 統一造船会社
統一造船会社 (ロシア語: Объединённая судостроительная корпорация、英: United Shipbuilding Corporation）は、ロシアの造船会社である。ロシア西部および北部に多数の船舶建造・修繕・維持管理子会社を抱え、さらに極東では軍の施設を利用して民間船舶の建造を行っている。
統一造船会社は、合弁先であるSTXフィンランドから持分の残り50%を買収してアークテック・ヘルシンキ造船所を傘下に収めている。

## 歴史
統一造船会社は、ウラジーミル・プーチン大統領が署名した大統領令により設立された。大統領令では、サンクトペテルブルクに西部造船センター（アドミラルティ造船所）、セヴェロドヴィンスクに北部造船・メンテナンスセンター、ウラジオストクに極東造船・メンテナンスセンターの3つの子会社を持つと定められた。ロシア政府がすべての株式を保有する。
2012年6月にアンドレイ・ディアチコフが社長に指名された。2013年5月21日にはプーチン大統領がウラジーミル・シュマコフを新社長にすると表明した。
2014年7月29日に統一造船会社は米国財務省の特定国金融制裁リストに追加された。これは大統領令13661号に基づくもので、ウクライナ紛争へのロシアの関与に対する制裁である。

## 構造
USCは以下の各社を統合して設立された。
- 第33造船所（バルチースク）
- アドミラルティ造船所（サンクトペテルブルク）
- バルチック造船所（サンクトペテルブルク）
- ヴィボルグ造船所（ヴィボルグ）
- ゼレノドルスク設計局（ゼレノドルスク）
- セヴェルナヤ造船所（サンクトペテルブルク）
- ネフスキー造船所（サンクトペテルブルク）
- セヴェルノエ設計局（サンクトペテルブルク）
- アークテック・ヘルシンキ造船所（ヘルシンキ）
- ネフスキー設計局（セヴェロドヴィンスク）
- アルマース中央海洋設計局（サンクトペテルブルク）
- クラスノエ・ソルモヴォ造船所（ニジニ・ノヴゴロド）
- ルビーン海洋工学中央設計局（サンクトペテルブルク）
- オネガ研究開発技術局（セヴェロドヴィンスク）
- マラヒート設計局（サンクトペテルブルク）
- 第10造船所（ポリャールヌイ）
- ヤンターリ沿バルト海造船工場（カリーニングラード）
- アムール造船工場（コムソモリスク・ナ・アムーレ）
- ズヴェズドーチカ造船所（セヴェロドヴィンスク）
- プロレタルスキー工場（サンクトペテルブルク）
- ハバロフスク造船工場（ハバロフスク）
- USC-Iceberg中央設計局（サンクトペテルブルク）
- CNRGグループ（アストラハン）
- 生産合同アークティカ（セヴェロドヴィンスク）
- セヴマシュ（セヴェロドヴィンスク）
- スヴェトロフスキー会社（スヴェトルイ）
- 35 SRZ branch of Zvezdochka SRC（ムルマンスク）
- 株式会社 造船工場ロトス（ナリマノフ）
- クロンシュタット海洋工場（クロンシュタット）
- セバストーポリ造船所[9]（セバストーポリ）